# Klockarlandet
Klockarlandet är en ö i Finland. Den ligger i Skärgårdshavet eller Norra Östersjön och i kommunen Hangö i den ekonomiska regionen  Raseborg i landskapet Nyland, i den sydvästra delen av landet. Ön ligger omkring 120 kilometer väster om Helsingfors.
Öns area är 2,9 hektar och dess största längd är 230 meter i nord-sydlig riktning. Ön höjer sig omkring 15 meter över havsytan.